# HMS Hostile (H55)
Le HMS Hostile (H55) était un destroyer de classe H construit pour la Royal Navy dans les années 1930.
Il fut le premier et jusqu'à présent le seul navire de la Royal Navy à porter le nom de Hostile. Pendant la guerre civile espagnole de 1936-1939, le navire a passé beaucoup de temps dans les eaux espagnoles, pour faire respecter le blocus des armes imposé par la Grande-Bretagne et la France aux deux parties du conflit. Il a été transféré à Freetown, en Sierra Leone, en octobre 1939 pour chasser les raiders commerciaux allemands dans l'Atlantique Sud avec la Force K. Le Hostile a participé à la première bataille de Narvik en avril 1940 et à la bataille de Calabre en juillet 1940. Le navire a été endommagé par une mine au large du Cap Bon dans le détroit de Sicile alors qu'il se rendait de Malte à Gibraltar le 23 août 1940. Il a ensuite été sabordé par le HMS Hero.

## Description
Le Hostile déplaçait 1 350 tonnes longues (1 370 tonnes (t)) à charge normale et 1 883 tonnes longues (1 913 t) à charge pleine. Il avait une longueur hors-tout de 98,5 m, une largeur de 10,1 m et un tirant d'eau de 3,8 m. Il était propulsé par deux turbines à vapeur à engrenages Parsons, entraînant deux arbres, qui développaient une puissance totale de 34 000 chevaux-vapeur (25 000 kW) et donnaient une vitesse maximale de 36 nœuds (67 km/h). La vapeur pour les turbines était fournie par trois chaudières à trois tambours Admiralty. Le Hostile transportait un maximum de 470 tonnes longues (480 t) de fuel, ce qui lui donnait une autonomie de 5 530 milles nautiques (10 240 km) à 15 nœuds (28 km/h). Son effectif était de 137 officiers et hommes en temps de paix, mais il était porté à 146 en temps de guerre.
Le navire était équipé de quatre canons Mark IX de 4,7 pouces (120 mm) de calibre 45 montés sur des supports simples. Pour la défense anti-aérienne (AA), le Hostile avait deux supports quadruples Mark I pour la mitrailleuse Vickers Mark III de 0,5 pouce. Il était équipé de deux supports quadruples de tubes lance-torpilles au-dessus de l'eau pour des torpilles de 21 pouces (533 mm). Un rail de grenades sous-marines et deux lanceurs étaient installés ; 20 grenades sous-marines étaient initialement transportées, mais ce nombre a été porté à 35 peu après le début de la guerre.

## Historique
La pose de la quille du Hostile a été réalisée au chantier naval Scotts Shipbuilding & Engineering Company à Greenock, en Écosse, le 27 février 1935, lancé le 24 janvier 1936 et achevé le 10 septembre 1936. Sans compter les équipements fournis par le gouvernement comme l'armement, le navire a coûté 253 382 livres sterling (£). Il a été affecté à la 2e flottille de destroyers de la Mediterranean Fleet (flotte méditerranéenne) dès sa mise en service. Le Hostile a patrouillé les eaux espagnoles en 1937 pendant la guerre civile espagnole pour faire respecter les édits du Comité de non-intervention. Le navire a été révisé à Gibraltar entre le 17 novembre et le 15 décembre 1937. Il reprend ses patrouilles dans les eaux espagnoles en 1938 et 1939. Après la fin de la guerre civile espagnole, le Hostile est remis en état à l'arsenal de Sheerness entre le 31 mai et le 26 juillet 1939. Il retourne en Méditerranée et se trouve à Malte lorsque la Seconde Guerre mondiale commence.
En octobre, le navire est transféré à Freetown pour chasser les raiders commerciaux allemands dans l'Atlantique Sud avec la Force K (guerre de course). Le navire et ses demi-navires-jumeaux, Hardy, Hereward, et Hasty, ont rendez-vous avec le croiseur de bataille Renown, le porte-avions Ark Royal et le croiseur léger Neptunele 17 décembre. Ils se sont ravitaillés en carburant à Rio de Janeiro, au Brésil, avant de se rendre dans l'estuaire de la rivière Río de la Plata au cas où le cuirassé de poche allemand Admiral Graf Spee, endommagé, tenterait de s'échapper de Montevideo, en Uruguay, où il s'était réfugié après avoir perdu la bataille du Rio de la Plata. Le Hostile a été révisé à l'arsenal de Chatham entre le 26 janvier et le 29 mars 1940, puis a rejoint la 2e flottille de destroyers, désormais affectée à la Home Fleet. Pendant la première bataille de Narvik, le 10 avril, le navire engage le destroyer allemand Z 17 Diether von Roeder et l'endommage gravement, le touchant au moins cinq fois. Le Hostile n'a été touché qu'une seule fois, mais l'obus a fait peu de dégâts. Il escorte son navire-jumeau très endommagé, le Hotspur, jusqu'à la base de réparation installée à Flakstadøya dans les îles Lofoten. Le Hostile escorte brièvement le cuirassé HMS Warspite avant de retourner à Rosyth pour des réparations entre le 27 avril et le 4 mai. Le navire retourne brièvement dans les eaux norvégiennes, où il escorte à nouveau le Warspite, avant d'être transféré à la Mediterranean Fleet (flotte méditerranéenne) à la mi-mai.
Le 9 juillet, le Hostile participe à la bataille de Calabre en tant qu'escorte des navires lourds de la Force C et engage sans succès des destroyers italiens, sans subir de dommages. Le navire, ainsi que son navire-jumeau, le Hero, et les destroyers Nubian et Mohawk, reçoivent l'ordre de se rendre à Gibraltar le 22 août où ils doivent rejoindre temporairement la Force H. Le Hostile heurte une mine italienne en route au petit matin du 23 août au large du Cap Bon, ce qui lui brise le coque. L'explosion a tué cinq hommes et en a blessé trois autres. Le Mohawk a recueilli les survivants tandis que le Hero a tiré deux torpilles pour le saborder.

### Source
- (en) Cet article est partiellement ou en totalité issu de l’article de Wikipédia en anglais intitulé « HMS Hostile (H55) » (voir la liste des auteurs).